# Anasazi

Mappa di diffusione della cultura degli Anasazi

Gli Anasazi (dalla lingua navajo Anaasází, "gli antichi nemici") furono un popolo nativo del Nord America, vissuto tra il VII secolo d.C e la fine del XIV d.C.

Oggi si preferisce chiamarli Popoli Ancestrali o Pueblo Ancestrali. Secondo gli studi condotti dall'astro-archeologo italiano Giulio Magli: 

## Storia
Tracce archeologiche di questa cultura si ritrovano già nel 1500 a.C., ma la civiltà fiorì nel X secolo d.C., in tutta la zona che corrisponde oggi al confine incrociato di Utah, Colorado, Arizona e Nuovo Messico. Riuscirono a costruire un'economia florida basata sulla caccia e su un'efficiente pianificazione agricola.
Vivevano in villaggi caratterizzati spesso dall'architettura monumentale. Nel 1250 d.C. molti villaggi vengono abbandonati e altri vengono costruiti in posizioni più difficilmente raggiungibili.
Erano privi della scrittura. Le cronache ci consegnano grandi edifici, come il sito archeologico di Sand Canyon, con una struttura di 420 stanze, e che fu realizzato, abitato e abbandonato nell'arco di soli cinquant'anni intorno al 1200 d.C.

### Estinzione nel XIII secolo
Un altro sito che racconta la storia di violenza di questo popolo è quello di Castle Rock, Colorado, che fu abbandonato intorno al 1274 con i segni di un massacro. Centinaia di corpi furono ritrovati negli scavi del 1925, che mostravano chiari segni di ferite e di cannibalismo.
Secondo un recente studio, però, questa popolazione, come quella dei Maya, fu sterminata da un lungo periodo di siccità. La siccità, insieme al metodo che utilizzavano per creare canali per irrigare i campi, causò l'abbassamento del livello della falda acquifera e di conseguenza la perdita della vegetazione locale.
Questa scoperta è stata confermata dallo studio dei tronchi d'albero: infatti gli studiosi hanno analizzato gli anelli dei tronchi di quella zona e hanno notato che il periodo piovoso, umido, era quello degli anelli spessi, mentre quelli più fini "indicavano" un'annata secca; nel periodo dell'estinzione di questa civiltà gli scienziati hanno notato un susseguirsi di molti anelli sottili. Questo studio ha dimostrato anche la provenienza degli alberi: prima erano locali e in seguito solo di importazione. L'evoluzione della vegetazione presente durante la civiltà degli Anasazi e il progressivo disboscamento sono stati dimostrati tramite lo studio delle tane dei ratti del deserto..
Il ritrovamento di coproliti umani contenenti mioglobina, oltre a femori e altre ossa lunghe umane spaccate per estrarne il midollo, fanno supporre che, nella fase finale di decadimento della civiltà, i problemi relativi alla sopravvivenza fossero tali da rendere obbligatorie pratiche di cannibalismo.
Il nome "Anasazi" fu dato alle rovine ritrovate da pastori Navajo verso il 1800.

## Chaco Canyon
Nuovo Messico, Stati Uniti. Nel 1888, due cowboy scoprono i resti di Pueblo Bonito a Chaco Canyon. Si tratta di una valle lunga 19 chilometri e larga circa un chilometro e mezzo. Pueblo Bonito è un grande complesso a forma di ferro di cavallo, edificato nel 1100 d.C. e composto da 700 stanze.
Nel 2006, una spedizione archeologica guidata dall'archeologo dilettante Hanson, scoprì una serie di petroglifi che raffiguravano scene di caccia e di raccolto che dimostrano che questo antico popolo conosceva l'arte rupestre. Le immagini rappresentano scene di una civiltà sviluppata e di costruzione di edifici.

## Il mistero dei Kiva
I Kiva sono delle stanze perfettamente circolari, presenti in tutti gli insediamenti Anasazi. Il più grande Kiva è quello denominato "Casa Rinconada", che ha un diametro di 20 metri e una profondità di cinque metri.
L'ipotesi più accreditata è che fossero utilizzati per le cerimonie sacre. Coperti da tetti in legno, avevano tutti un foro al centro. Sembra che gli Anasazi credessero che, proprio grazie a questo foro, ci si potesse mettere in contatto con gli spiriti degli antenati e con le forze della Terra.

## Astronomia

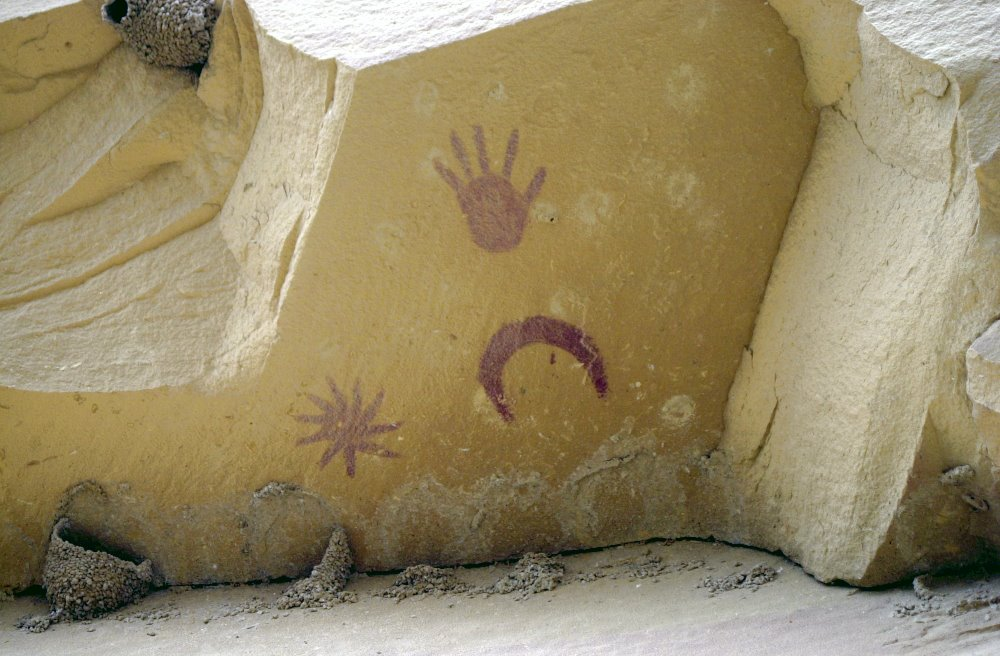
Pitture rupestri nel Chaco Canyon

Gli Anasazi avevano una buona conoscenza dell'astronomia. Una delle caratteristiche delle loro costruzioni è che sono sempre allineate secondo determinati fenomeni astronomici.